# Nikolaj Sjtjors
Nikolaj Aleksandrovitj Sjtjors (ukrainska: Микола Олександрович Щорс: Mykola Oleksandrivytj Sjtjors, ryska: Никола́й Алекса́ндрович Щорс), född 6 juni (25 maj enligt gamla stilen) 1895 i Snovsk i guvernementet Tjernigov i Ryssland, död 30 augusti 1919 i Bilosjytsi i Guvernementet Volynien i Ukraina, var en kommendör i Röda armén, medlem i Allryska kommunistpartiet (bolsjevikerna), känd för sitt stora mod i ryska inbördeskriget, ibland kallad för Ukrainas Tjapajev. Åren 1918–1919 stred han mot den nyligen etablerade Ukrainska folkrepubliken och dess polska allierade.

## Uppväxt
Sjtjors föddes i byn Snovsk som första barn i en kulakfamilj. Hans far, Aleksandr Nikolajevitj, enligt sovjetiska folkräkningen järnvägsingenjör, kom till byn från Stoŭbtsy sökande efter ett bättre liv. I Snovsk byggde han ett hus till sig och sin fru. Förutom Nikolaj fick familjen fyra barn till: Konstantin (1896–1979), Akulina (1898–1937), Jekaterina (1900–1985) och Olga (1900–1985). 1905 började Nikolaj i kyrkoskolan. Året därpå, 1906, dog hans mor, Aleksandra Mikhailovna Tabeltjuk, i barnsäng. Nikolajs far gifte om sig med Maria Konstantinova Podbelo. Paret fick fem barn: Grigorij, Zinaida, Boris, Raisa och Lidia. År 1909 gick Nikolaj Sjtjors ut kyrkoskolan.

## Första världskriget
År 1910 började Sjtjors på militärhögskola i Kiev, vilken grundats 1833 och ansågs vara bland de bästa i landet. Skolans elever var främst barn till pensionerade soldater. Det statliga stipendiet garanterade gratis inskrivning i utbyte mot frivillig tjänstgöring i armén. Sjtjors gick ut skolan 1914 som examinerad läkarassistent och flyttades till Militärdistriktet Vilna. I september 1914, när Kejsardömet Ryssland drogs in i första världskriget, skickades Sjtjors till frontlinjen som del av tredje artilleridivisionen nära Vilnius. Han skadades och evakuerades för att återhämta sig.
När han återhämtat sig 1916 började den då 21-åriga Sjtjors på en fyra månader lång officersutbildning vid militärskolan i Poltava. När han gick ut i maj 1916 skickades Sjtjors som officer till Simbirsk. För sitt mod befordrades Sjtjors snart till löjtnant. Vid denna tid diagnostiserades han med tuberkulos.

## Revolutionen
När han återhämtat sig, 30 december 1917, befriades Sjtjors från militärtjänst på grund av sina hälsoproblem och i början av 1918 återvände han till Snovsk. I januari 1918 startade Ryska SFSR krig mot Ukrainska folkrepubliken då de ansåg den sistnämnda ha saboterat Röda arméns manövrar. Inom tre veckor hade Röda gardena ockuperat stora delar av Ukraina. Precis före parlamentsvalen nådde Röda armén Kiev. Ukrainska folkrepubliken fick nu stöd av Centralmakterna, som önskade förgöra ryska revolutionen.
Vid denna tidpunkt träffade Sjtjors ordföranden för Tjekan i närområdet, Fruma Chajkina (ukrainska: Фрума Хайкіна). Paret gifte sig hösten 1918. Samtidigt gick Sjtjors med i Allryska kommunistpartiet (bolsjevikerna). I mars–november 1918 ledde han en bataljon mot ukrainska och tyska trupper i Ukraina, och den 5 februari 1919 utnämndes han till borgmästare i Kiev.
Mellan 6 mars och 15 augusti 1919 ledde Sjtjors återigen sovjetiska divisionen i Ukraina och lyckades ta över kontrollen över Zjytomyr, Vinnytsia och Zjmerynka.
Sommaren 1919 påbörjade den polska armén en stor offensiv. Sjtjors försökte hålla linjen, men tvingades till reträtt österut av den välutbildade och välutrustade polska armén. Enligt den officiella sägnen dödades Sjtjors under obskyra förhållanden nära Bilosjytsi i Zjytomyr oblast den 30 augusti 1919. Enligt senare undersökningar framstår det dock som att Sjtjors mördades av en politisk kommissarie i tolfte divisionen nära Korosten efter ett beslut av det Revolutionära Militära Rådet. Sjtjors begravdes i Samara, långt från stridsfältet, av okänd anledning.
Sjtjors änkas namn som ogift var Fruma Chajkina. Hennes revolutionära täcknamn var Rostova, efter hjältinnan i boken Krig och fred, Natasja Rostova. Deras dotter gifte sig med den kände sovjetiske fysikern Isaak Chalatnikov.

## Minnesmärken
- Sjtjors födelseort Snovsk döptes om och hette Sjtjors 1935–2016.[3]
- Filmen Sjtjors (1939) fick Stalinpriset av första graden 1941. Filmen, som handlar om Sjtjors, regisserades av Oleksandr Dovzjenko.[4]
- Borys Ljatosjynsky skrev en opera om Sjtjors år 1937.
- En känd sång, Sången om Sjtjors, komponerades av Matvej Blanter och poeten Mikhail Golodnij.